# Kareli (municipalité)
La municipalité de Kareli, (en géorgien : ქარელის მუნიციპალიტეტი, phonétiquement : karelis mounitsipalitéti), est un district de la région de Kartlie intérieure, en  Géorgie.

## Géographie
Il est entouré à l'ouest par les districts de Khachouri et de Satchkhere, au nord de Djava, à l'est de Gori et au sud de Bordjomi.

## Histoire
Après la chute de l'URSS, de janvier 1991 à juin 1992, la région a été le théâtre d'un premier conflit armé entre forces ossètes et forces géorgiennes : il s'est conclu par un accord de cessez-le-feu, l'implantation d'un contingent militaire russe sur la partie nord du territoire, et l'auto-proclamation de son indépendance sous la dénomination République d'Ossétie du Sud.
En août 2008, un deuxième conflit, entre forces ossètes et russes d'une part et forces géorgiennes d'autre part, a vu le jour : il s'est conclu par un cessez-le-feu lui aussi, l'amputation d'une partie du district de Kareli et une reconnaissance internationale de l'Ossétie du Sud limitée à la Russie, au Vénézuela, au Nicaragua et à Nauru.
La partie du district de Kareli annexée constitue le district de Znaur pour la république auto-proclamée.

## Démographie

### Évolution de la population (2011 à 2016)
Du 1er janvier 2011 au 1er janvier 2016,  la population a diminué de 9 200 personnes. Si les surestimations administratives en sont une cause, la sous-estimation du phénomène de migration en est une autre : les mouvements de population des campagnes vers les villes (essentiellement  Tbilissi) et des villes vers l'étranger se poursuivent, sans oublier les conséquences de la guerre russo-géorgienne d’août 2008.
| Année | Urbaine | Rurale | Totale |
| 2011  | 11 900  | 40 400 | 52 300 |
| 2012  | 12 100  | 40 800 | 52 900 |
| 2013  | 12 100  | 40 700 | 52 800 |
| 2014  | 12 100  | 40 800 | 52 900 |
| 2015  | 10 000  | 31 300 | 41 300 |
| 2016  | 10 000  | 31 300 | 41 300 |